# Feledy Gyula Zoltán
Feledy Gyula Zoltán (Sajószentpéter, 1945. április 12. –) állatorvos, Kötcse község polgármestere, autodidakta grafikus és festő.

## Életrajz
1945. április 12-én Sajószentpéteren, egy bányatelepen született, ahol gyermekéveit töltötte.
Itt járt általános iskolába, majd középiskolai tanulmányait a sárospataki Rákóczi Gimnáziumban folytatta, ahol 1963-ban érettségizett.
Egyetemi előkészítője után 1964-ben felvételt nyert a budapesti Állatorvostudományi Egyetemre, ahol 1969-ben állatorvos doktori diplomát szerez.
Állatorvos gyakornok a balatonszabadi termelőszövetkezetben volt, majd fél év után a Balatonnagyberki Állami Gazdaság kinevezett üzemi állatorvosa lett. Tartósabb munkahely először Szentgotthárdhoz köti, ahol a Szombathelyi Állami Tangazdaság üzemi állatorvosaként, később egy kísérleti 1000 férőhelyes tehenészeti telep állatorvos - telepvezetőjeként dolgozott.
Szentgotthárdi tartózkodása idején 1972-ben kötött házasságot. Két felnőtt gyermeke és három unokája van.
1976-ban ismét Somogy megyébe, Kötcsére költözött, családjával azóta is itt él.
Kezdetben a balatonszárszói termelőszövetkezet üzemi állatorvosaként, majd hatósági körzeti állatorvosként, jelenleg pedig praktizáló magánállatorvosként dolgozik.
1990-től napjainkig Kötcse község polgármestere. Közéleti munkái elismeréseként 1998-ban megkapta a Magyar Köztársasági Ezüst Érdemkereszt kitüntetést.

### Művészi munkássága
A képzőművészettel már gyermekkorába közeli kapcsolatba került. Azonos nevű nagybátyja, Feledy Gyula Kossuth-díjas képzőművész révén megismerkedett és személyes kapcsolatba került annak barátaival, művész kollégáival (Kondor Béla, Reich Károly, Csohány Kálmán, Würtz Ádám, Czinke Ferenc, Lenkey Zoltán, Kass János, Barczi Pál, Lukovszky László, stb.), akik a kortárs kiváló művészei voltak. Megismerte személyüket, egyéniségüket, majd művészi munkájukat. Felnézett rájuk, mely óhatatlanul felkeltette érdeklődését a művészet iránt és viszonylag korán a modern, avantgárd képzőművészet kedvelője, később gyűjtője lett. Az eredeti hivatásával járó, teljesen ellentétes és más irányú elfoglaltsága sokáig csak ezt a lehetőséget adta meg számára. Több évtizedes tervezgetés, próbálkozás és színelmélet tanulmányozás után 2004. évben autodidaktaként festeni kezdett és azóta is a nonfiguratív képzőművészet művelője. Indulását Megyik János Kossuth-díjas képzőművész baráti tanácsai, értékes szakmai instrukciói segítették és ez a együttműködés máig folyamatos.
A gesztus festészetnek nevezhető indulását, kalligrafikus beütések, színfoltok artisztikus megjelenése tarkította, amit a színek fokozatos leredukálása követett és ez vezetett el művészetében a monokrómiáig.
Az utóbbi években csak a monokróm festészet, a monokróm absztrakció foglalkoztatja. Távolabbi művészi elképzelései is a monokrómia irányába mutatnak, ennek a tanulmányozása, mélyebb ismerete, ismertetése és művelése a célja.
Az egy szín dominanciájára épülő képi felület innovatív megoldásain gondolkozik, mely önmaga saját emocionális erejével bír, mely esetleg képes a mindennapi ember fantáziáját megmozgatni, érdeklődését felkelteni. Számára a festészet nem pótcselekvés, nem egzisztenciális kényszer, hanem önfeledt örömszerzés, a művészet iránti alázat őszinte kifejezése, amit a teljes művészi szabadság hat át.
A gondolati és érzelmi struktúrákat a színhasználat kiválasztásával, a színmezők telítettségével, strukturáltságának erejével, a felületkezelés, a faktúráltság érzékiségével próbálja elérni. Kizárólag akril festékkel, lakkal, egyedi, vegyes technikával, kezdetben csak papírra, ma már kasírozott vászonra és falemezre dolgozik.
Egyéni és csoportos kiállításokon 2005-től vesz részt.
Munkái megtalálhatóak az Antal-Lusztig gyűjteményben, Vass László gyűjteményében, a siófoki Kálmán Imre Múzeumban és egyéni gyűjtőknél.

## Ízelítő Feledy Gyula Zoltán festményeiből, lakk monokróm képeiből

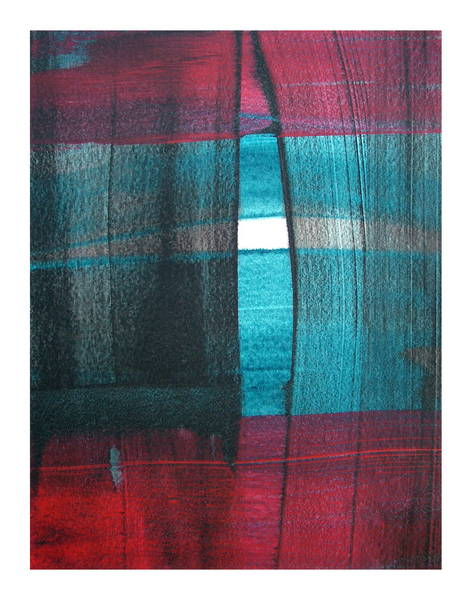
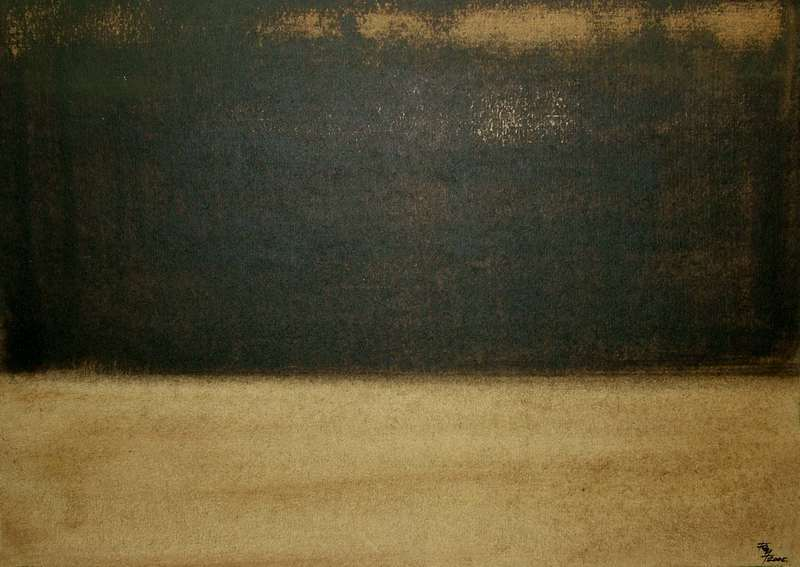
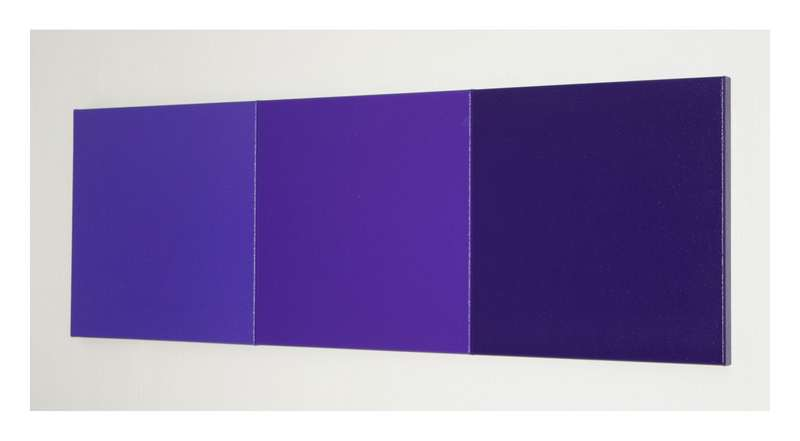
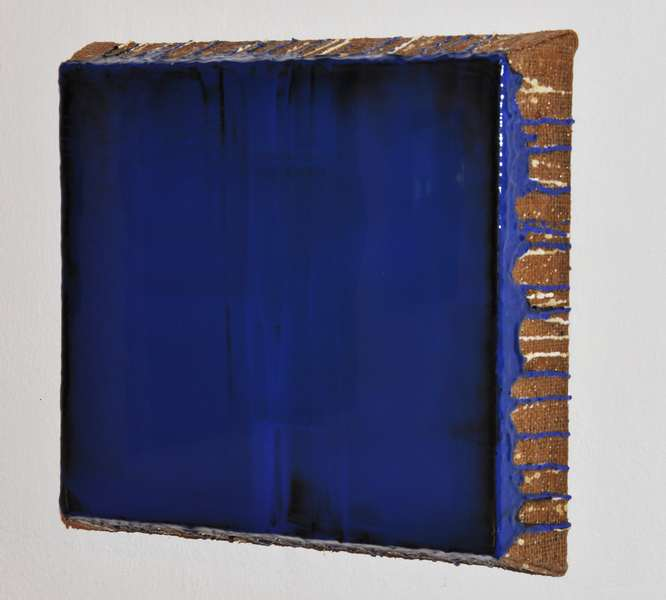

### Egyéni kiállításai
- 2005 • Kötcse, Közösségi Ház - Bemutatkozó kiállítás
- Balatonföldvár, Bajor Gizi Közösségi Ház
- Kaposvár, Sm. Állateü. és Élelmiszerellenőrző Állomás
- 2006 • Kaposvár, Megyeháza Galéria
- Siófok, Krúdy Gyula Szakközépiskola -Shoà
- Balatonszárszó, Polgármesteri Hivatal
- 2007 • Kaposvár, Magyar Külkereskedelmi Bank
- 2008 • Siófok, Kálmán Imre Múzeum • Balatonszárszó, Költészet nap -In memoriam József Attila
- Kazincbarcika, Városi Galéria
- Szólád, Pajta Galéria  - Monokrómok I.
- 2009 • Balatonföldvár, Közösségi Ház - Stációk
- Kötcse, Magtár Galéria – Monokrómok II.
- 2010 • Balatonboglár, Kék és Vörös Kápolna – Szín-képek Monokrómok III.
- Kötcse, Magtár Galéria – Monokrómok IV.
- 2011 • Budapest, Csillaghegy-békásmegyeri evangélikus templom  - Színek és hangok
- 2012 • Dorog, Dorog Galéria In memoriam József Attila
- Debrecen, Sesztina Galéria  - Szín-képek
- 2013 • Budapest, Újpest - Új Galéria  - Monokróm tanulmányok
- 2013-14 • Budapest, Blitz Galéria - Monokrómok

### Csoportos kiállítások
- 2005 • Balatonalmádi, Balatontárlat : Országos Képzőművészeti Biennálé
- Balatonlelle, Magyar Orvosíró Képzőművészkör kiállítása
- Budapest, Művészetek Palotája – Képzőművész polgármesterek kiállítása
- 2006 • Kaposvár, XI. Nemzetközi Miniatűr Kiállítás
- 2007 • Kalocsa, Magyar Festészet Napja - Somogyi Művészek
- Vándorkiállítás, Magyar Kultúra Napja - Élő Somogy
- Kaposvár, XII. Nemzetközi Miniatűr Kiállítás
- Kötcse, Falunap – Megyik János, Szőke György és Feledy Gyula Zoltán kiállítása
- Balatonalmádi, Balatontárlat Országos Képzőművészeti Biennálé
- Balatonlelle • Magyar Orvosíró Képzőművészkör kiállítása
- 2008 • Kaposvár, XIII. Nemzetközi Miniatűr Kiállítás
- Balatonalmádi • Pannónia Tájkép Biennálé 2009.
- Budapest, Duna Galéria -Premier- új MAOE tagok kiállítása
- Kaposvár • XIV. Nemzetközi Miniatűr Kiállítás
- Balatonalmádi • Balatontárlat : Országos Képzőművészeti Biennálé
- 2010 • Kaposvár, XV. Nemzetközi Miniatűr Kiállítás
- Balatonalmádi • Pannónia Tájkép Biennálé
- Szólád • Pajta Galéria - Színtézis
- 2011 • Kaposvár, Vaszary Képtár - Somogy Megyei Képző és Iparművészeti Tárlat
- Kaposvár, Rippl-Rónai Múzeum – Tisztelet Rippl Rónainak
- Balatonalmádi, Padlás Galéria – Országos Képzőművészeti Biennálé
- 2011 • Balatontárlat : A’(R)T változás
- Balatonfűzfő, Földalatti Erőmű - Európa – Magyarország – Balaton
- Nemzetközi Kortárs Képző- és Iparművészeti Kiállítás
- 2012 • Kaposvár, Vaszary Képtár -Somogy Megyei Képző és Iparművészeti Tárlat
- Balatonalmádi, Művelődési ház –Pannónia Tájkép Biennálé
- Budapest, Vasarely Múzeum, Véletlen mint stratégia - nemzetközi kiállítás
- 2013 • Eger, Kepes Intézet, Párbeszéd -  Modern / Kortárs / Monokróm
- Kaposvár, Vaszary Képtár -Somogy Megyei Képző és Iparművészeti Tárlat
- Szeged, REÖK -  XXXVII. Nyári Tárlat
- 2013 • Balatonalmádi, Padlás Galéria – Országos Képzőművészeti Biennálé, Balatontárlat
- Budapest, Mazart Galéria, Monokrómia – Magyar Festők Társasága
- Szentendre, Négy elem – MAOE

## Társasági tagság
2008-ban a szakmai zsűri felvette a Magyar Alkotóművészek Országos Egyesületének Képzőművészeti Tagozatába.

## Díjak, elismerések
- 2007. Kaposvár, XII. Nemzetközi Miniatűr Kiállítás: Somogy Megye Fődíja
- 2011. Kaposvár, Vaszary Képtár - Somogy Megyei Képző és Iparművészeti Tárlat: Első díj
- Balatonalmádi, Padlás Galéria – Országos Képzőművészeti Biennálé,
- Balatontárlat 2011 -  A’(R)T változás: Keszthely Város Díja